# Denis Jachiet
Ne doit pas être confondu avec Nicolas Jachiet.
Denis Jachiet, né le 21 avril 1962 à Paris, est un prélat catholique français, évêque de Belfort-Montbéliard, depuis le 2 octobre 2021.

## Biographie
Denis Jachiet est né le 21 avril 1962 à Paris,,. Diplômé de l'École nationale supérieure de chimie de Paris, docteur en chimie organique de l'université Pierre-et-Marie-Curie, Denis Jachiet entre au séminaire de Paris en 1990. Il suit le premier cycle du séminaire à l'école cathédrale de Paris puis part achever sa formation à l'institut d'études théologiques de Bruxelles où il obtient une licence en théologie. Il est ordonné prêtre pour le diocèse de Paris le 29 juin 1996. 

## Principaux ministères

### Prêtre
Après l'obtention de sa licence, il est nommé vicaire de Notre-Dame-de-Grâce-de-Passy et aumônier des collégiens et lycéens de Saint-Jean de Passy. À partir de 2000, il se consacre à la formation des séminaristes. Il est ensuite directeur de l’Œuvre des Vocations. De 2000 à 2014, il enseigne ainsi à l’école cathédrale. Il est également responsable de la Maison Saint-Roch du séminaire jusqu'en 2010. À partir de 2002 et jusqu'en 2009, il est en outre délégué pour les vocations sacerdotales et religieuses. De 2009 à 2010, il est également directeur de la Maison Saint-Augustin où se déroule l'année de propédeutique pour le diocèse de Paris. 
Il retrouve les responsabilités paroissiales en 2010 lorsqu'il est nommé curé de la paroisse Saint-Séverin-Saint-Nicolas et responsable de la Maison Saint-Séverin du séminaire. En 2013 il est nommé en sus aumônier diocésain des scouts unitaires de France. 
En 2014, le cardinal André Vingt-Trois le nomme chanoine titulaire de la cathédrale de Paris et vicaire général chargé spécialement des secteurs Est et Sud-Est du diocèse

### Évêque
Le 25 juin 2016, le pape François le nomme évêque auxiliaire de Paris en même temps que Thibault Verny. Il lui assigne le siège titulaire de Tigisis-en-Numidie (l'actuel Ain el Bordj en Algérie). Leur consécration épiscopale a lieu le 9 septembre suivant.
Le 2 octobre 2021, il est nommé par le pape François évêque de Belfort-Montbéliard. Il est installé le 14 novembre 2021 en la Cathédrale Saint-Christophe de Belfort, en présence de l'archevêque de Besançon, Jean-Luc Bouilleret et de Celestino Migliore, nonce apostolique en France.
Le 5 septembre 2022, le pape le nomme administrateur apostolique du diocèse de Saint-Dié, le temps des soins de Didier Berthet, évêque du diocèse, il occupe cette fonction jusqu'au 26 février 2023.